# Spoorlijn Mariestad - Gössäter
De spoorlijn Mariestad - Gössäter was een spoorlijn van de voormalige spoorwegonderneming Mariestad - Kinnekulle Järnväg (afgekort: MKJ) in Zweden gelegen provincie Västra Götalands län.

## Geschiedenis
De concessie is verleend op 8 juni 1887 voor het traject tussen Mariestad - Forshem – Gössäter met een spoorbreedte van 891 mm. De Mariestad - Kinnekulle Järnvägsaktiebolag (MKJ) werd op 29 september 1888 opgericht.
Het traject van de MKJ werd op 19 december 1889 geopend.
Voor de exploitatie en het onderhoud van rollend materieel werd samengewerkt met de Mariestad - Moholms Järnväg (MMJ).

### Geschiedenis Västergötland - Göteborgs Järnvägar
Het traject van de Västergötland - Göteborgs Järnvägar liep tussen Göteborg Västgöta - Skara- Gårdsjö / Gullspång. 

## Aansluitingen
In de volgende plaatsen was of is er een aansluiting van de volgende spoorwegmaatschappijen:

### Mariestad
- Västergötland - Göteborgs Järnvägar (VGJ) spoorlijn tussen Göteborg en Vara en Skara en Mariestad naar Gullspång/Gårdsjö
- Mariestad - Moholms Järnväg (MMJ) spoorlijn tussen Mariestad en Moholm
- Mariestad - Kinnekulle Järnväg (MKJ) spoorlijn tussen Mariestad en Gossåter
  - Kinnekullebanan spoorlijn tussen Håkantorp en Mariestad naar Gårdsjö

## Overname
De TNJ werd op 1 januari 1924 door de staat overgenomen en de bedrijfsvoering over gedragen aan de Västergötland - Göteborgs Järnvägar (VGJ) met hoofdkantoor in Skara.
De TNJ werd in 1925 door de VGJ overgenomen en werd op 1 januari 1927 als Trollhättan - Nossebro Nya Järnvägs aktiebolag een dochteronderneming van VGJ

## Genationaliseerd
In mei 1939 nam het parlement een besluit aan om het Zweedse spoorwegnet op een economische wijze te exploiteren. Het nationalisatie kabinet benoemde de Koninklijke Järnvägsstyrelsens raad die door vrijwillige onderhandelingen met de individuele spoorwegmaatschappijen over de aankoop van het spoorwegbedrijf zou voeren.
In de Jaarlijkse Algemene Vergadering op 16 februari 1948 werd de ontwerpovereenkomst voor de verkoop van de VGJ, LSSJ, MMJ, TNJ en STJ aan de staat behandeld.
De VGJ, LSSJ, MMJ, TNJ en STJ werd op 1 juli 1948 door de staat genationaliseerd en de bedrijfsvoering over gedragen aan de SJ en behield zijn hoofdkantoor in Skara.

## Bron
- Historiskt om Svenska Järnvägar
- Jarnvag.net